# Долгое (Запорожская область)
Долгое (укр. Довге) — село,
Просторовский сельский совет,
Черниговский район,
Запорожская область,
Украина.
Код КОАТУУ — 2325586802. Население по переписи 2001 года составляло 601 человек.

## Географическое положение
Село Долгое находится на левом берегу реки Крушанлы,
ниже по течению на расстоянии в 3 км расположено село Мокрый Став.
Река в этом месте пересыхает, на ней сделано несколько запруд.

## История
- 1828 год — дата основания как село Контениусфельд[2].
- До 1871 года село входило в Молочанский меннонитский округ Бердянского уезда[2].
- В 1945 году переименовано в село Долгое[3].

## Экономика
- «Свитанок», сельскохозяйственный ПК.

## Объекты социальной сферы
- Школа I—II ст.
- Детский сад.